# 畑英次郎
畑 英次郎（はた えいじろう、1928年〈昭和3年〉9月10日 - 2023年〈令和5年〉8月4日）は、日本の政治家。位階は従三位、勲章は勲一等瑞宝章。
通商産業大臣（第56代）、農林水産大臣（第19代）、衆議院議員（7期）、民主党副代表、太陽党幹事長、大分県日田市長（3期）等を歴任した。

## 来歴
大分県日田市生まれ。1946年、武蔵工業専門学校（現東京都市大学）を中退し、出身地である日田市の市役所に入庁。その後、旧大分1区選出の衆議院議員・広瀬正雄の秘書に転じる。
1968年、日田市長選挙に立候補し、初当選。市長を3期11年務め、1979年に3期目の任期途中で辞職。同年の第35回衆議院議員総選挙に自由民主党の公認を受け、旧大分1区から広瀬の地盤を引き継いで出馬し、当選した（当選同期に佐藤信二・保利耕輔・麻生太郎・小里貞利・岸田文武・白川勝彦・丹羽雄哉・亀井静香・吹田愰・宮下創平・亀井善之・船田元らがいる）。なお、旧大分1区は自民党ベテランの村上勇や、畑が初当選した当時は中堅議員だった、後に首相を務める日本社会党の村山富市、後に大分市長を務める民社党の木下敬之助らがおり、これらの有力候補も必ず一度は落選を経験しているが、畑は初当選以来、一度も落選していない。
当選後、田中派に入会し、竹下登が経世会を結成した際はこれに参加した。田中派の影響力が強かった逓信・郵政分野の族議員でもあり、郵政政務次官や厚生政務次官、衆議院逓信委員長を務めた。
1992年の竹下派分裂では小沢一郎、羽田孜を支持し、羽田派に参加する。1993年、宮澤改造内閣の不信任決議に賛成票を投じ、自民党を離党。羽田を党首に結成された新生党に参加し、第40回衆議院議員総選挙では新生党公認で再選。選挙後に発足した細川内閣で農林水産大臣に任命され、初入閣した。農相在任中はコメの不作や自由化等の懸案を手掛け、1994年1月26日には食糧自給をめぐる問題で、参議院に問責決議が提出され、一部の社会党議員が造反して賛成票を投じたが、反対多数で否決された。畑農相への問責決議案の採決は、1955年の自由民主党結党以来、初の非自民閣僚への問責決議案採決の例であった。
細川護煕首相は、不安定な政権運営や自らの政治資金疑惑を追及され、1994年4月に突如、退陣を表明。続く羽田内閣では、通商産業大臣に横滑りしたが、羽田内閣はわずか64日で総辞職に追い込まれた。同年12月、新進党結党に参加する。新進党結党後から反・小沢一郎の旗幟を鮮明にし、羽田孜を支持。1996年の第41回衆議院議員総選挙では大分3区から出馬して当選するが、同年末に新進党を離党し、羽田を党首に結成された太陽党で幹事長に就任する。1998年、民政党を経て民主党結党に合流した。民主党では副代表を務め、2000年の第42回衆議院議員総選挙には立候補せず、政界を引退した。同年、勲一等瑞宝章を受章。
2023年8月4日午前8時2分、老衰のため日田市の特別養護老人ホームで死去した。94歳没。死没日付をもって、従三位に叙された。

## 人物
- 親戚は作家の畑正憲[5]。